# Plana oculta
"Plana oculta" (títol original en anglès "Dark page") és el setè episodi de la setena temporada, i el 159è de tota la sèrie, de la sèrie de televisió de ciència-ficció estatunidenca Star Trek: La nova generació. Es van emetre originalment el 30 d'octubre de 1993 en redifusió als Estats Units. Fou dirigida per Les Landau i escrit per Hilary J. Bader. Presenta una aparició com a convidada d'una jove Kirsten Dunst com una jove extraterrestre. També va ser l'última aparició de Lwaxana Troi en un episodi de Star Trek: La nova generació.
Ambientada al segle XXIV, la sèrie segueix les aventures de la tripulació de la nau de la Flota Estel·lar de la Federació Enterprise-D sota el comandament del capità Jean-Luc Picard. En aquest episodi, mentre visita lEnterprise, Lwaxana Troi està preocupada per un secret fosc que ha portat durant anys.

## Argument
Lwaxana Troi torna a lEnterprise, aquesta vegada com a mestra d'una raça alienígena, els Cairn, que estan aprenent a parlar. La forma nativa de comunicació dels Cairn és la telepatia, però volen aprendre el llenguatge parlat per interactuar amb altres races. Lwaxana puja a bord amb l'ambaixador Maques i la seva filla petita, Hedril, que és l'alumna estrella de Lwaxana.
Sospitant que Lwaxana no és la seva extravagant persona habitual, la seva filla, Deanna Troi, intenta investigar. Quan Lwaxana comença a mostrar signes de fatiga, la porten a la infermeria per ser examinada. Beverly li diu a Lwaxana que la seva interacció amb els extraterrestres està exigint més la seva capacitat telepàtica del que està acostumada, i li demanen que s'abstingui del contacte amb els Cairn fins que es pugui recuperar. La Deanna ajuda la seva mare comunicant-se verbalment amb Maques i Hedril, però Lwaxana encara utilitza la seva telepatia quan no capten els conceptes verbals. Després d'un incident en què Hedril cau en un bassal d'aigua a l'arboretum, Lwaxana entra en coma. Sense signes de trauma físic, Crusher dedueix que les seves habilitats telepàtiques han fet que la seva ment s'esfondri sobre si mateixa per l'ús excessiu. Maques utilitza la seva capacitat per formar un pont entre Deanna i Lwaxana, i la primera es troba caminant per passadissos com els de l' "Enterprise". Les defenses mentals de Lwaxana s'intensifiquen, evocant primer una imatge del mateix Picard ordenant-li que talli la seva connexió. Aleshores crea la imatge d'un llop que persegueix Deanna pel passadís. Després d'escapar per una porta, veu el seu pare en un lloc on van viure. Ella veu a través de totes les estratagemes i torna al passadís. Lwaxana llavors la persegueix cridant a Deanna que s'allunyi d'ella, cosa que fa que Deanna trenqui la connexió.
Deanna i Picard busquen entre les coses de Lwaxana i troben que falten diverses peces del trencaclosques; set anys d'entrades d'un diari que Lwaxana guardava des que es va casar havien estat esborrades, des de poc després del seu matrimoni fins a uns mesos després del naixement de Deanna. La imatge d'Hedril a la ment de la seva mare no quadra. Torna a intentar contactar amb la seva mare. Amb la connexió telepàtica amb la seva mare restablerta, Deanna veu Hedril acariciant el llop i l'averteix. Quan diu el nom d'Hedril, la noia pregunta qui és Hedril. Deanna segueix la noia i el llop a través de la coberta fins que troba un turboascensor que s'obre a l'espai. En sentir la seva mare demanar ajuda, Deanna salta i aterra a l'arboretum on Lwaxana s'havia esfondrat. Lwaxana és allà, encara suplicant a Deanna que marxi, però Deanna s'hi nega, dient que un record reprimit l'està matant i que ha de reviure el record per sobreviure. De sobte, una imatge d'una nena humana que s'assembla a Hedril juga a la vora de l'aigua amb un cadell, i Lwaxana l'anomena Kestra, la seva filla primogènita i la germana gran de Deanna, que Deanna mai sabia que tenia. Deanna insta Lwaxana a reviure el que va passar, i recorda amb llàgrimes una tragèdia quan Kestra va córrer darrere del cadell quan va escapar, tot i que no estava clar què havia causat la seva mort. Tanmateix, les pistes semblen indicar que va caure a l'aigua i es va ofegar. El record reprimit de Lwaxana sobre Kestra i la seva semblança amb Hedril la van portar al coma. Mentre Lwaxana recorda records més feliços de Kestra, Deanna li diu que els comparteixi perquè pugui saber més sobre la germana que mai va conèixer. Les dones es desperten a la infermeria agafades de la mà. Més tard, es revela que Mr. Homn va guardar records de Kestra, i Deanna demana a la seva mare que li expliqui tot sobre ella.

## Actors convidats
- Majel Barrett - Lwaxana Troi
- Norman Large - Maques
- Kirsten Dunst - Hedril
- Amick Byram - Ian Andrew Troi
- Andreana Weiner - Kestra Troi

## Producció
A més de ser l'últim episodi de Star Trek: La nova generació que va presentar Lwaxana Troi, va ser el primer albirament del pare de Deanna Troi, Ian Andrew Troi (interpretat per Amick Byram).
Aquest episodi va ser escrit per Hilary J. Bader; Bader va començar com a becari d'escriptura de la tercera temporada de TNG, i també escriuria per a "La pèrdua" i "El culte a l'heroi" (3 en total per TNG). Bader va escriure per a molts programes de dibuixos animats i còmics infantils. La part més difícil per a Bader a l'hora d'escriure aquest episodi va ser fer una pluja d'idees sobre l'origen del trauma de Lwaxana Troi que no la retratés de manera poc simpàtica.

## Recepció
L'episodi va rebre una qualificació de 6 sobre 10 de Tor.com. [Keith DeCandido]] el va considerar com un episodi lleugerament superior a la mitjana de "Star Trek: La nova generació". Va elogiar la direcció de Les Landau i l'actuació de Majel Barrett, qui, en la seva opinió, aconsegueix retratar de manera convincent el profund dolor amagat darrere de la façana extravagant de Lwaxana Troi.
Zack Handlen de The A.V. Club va donar a l'episodi una B−, escrivint: "Plana fosca és un episodi no gaire terrible que, tanmateix, apunta a... una mena de tema per a la setena temporada: una sèrie que treballa tant per tenir un impacte que la cura i l'atenció que solia posar en la caracterització corren el perill de perdre's".
Una crítica de SyFy va elogiar la representació de l'episodi de la relació entre Lwaxana i Deanna Troi, dient: "Defendré 'Plana fosca' per sempre perquè no n'hi ha gaires de vegades que "Star Trek" intenta amb valentia afrontar la pèrdua d'una mare... Lwaxana perd una filla. Perd un marit. I després esdevé una mena de passatgera i descobreix que és l'única que sap que aquesta altra noia jove ha existit mai. No és estrany que intentés enterrar-ho. No és estrany que no pugui."
TV Guide i Variety va destacar l'aparició de la jove Kirsten Dunst a l'episodi. Va obtenir un gran èxit un any després amb el seu paper destacat a Entrevista amb el vampir i més tard va protagonitzar la sèrie de pel·lícules de gran èxit Spider-Man a la dècada del 2000.

## Llançaments
"Plana fosca" es va publicar com a part de les col·leccions de la temporada 7 de TNG en formats DVD i Blu-Ray. La setena temporada de TNG, que conté "Dark Page", es va publicar en disc Blu-ray el gener de 2015.